# Landschaftsschutzgebiet Endmoränengebiet mit Hessenstein zwischen Lütjenburg und Hohenfelde und Umgebung

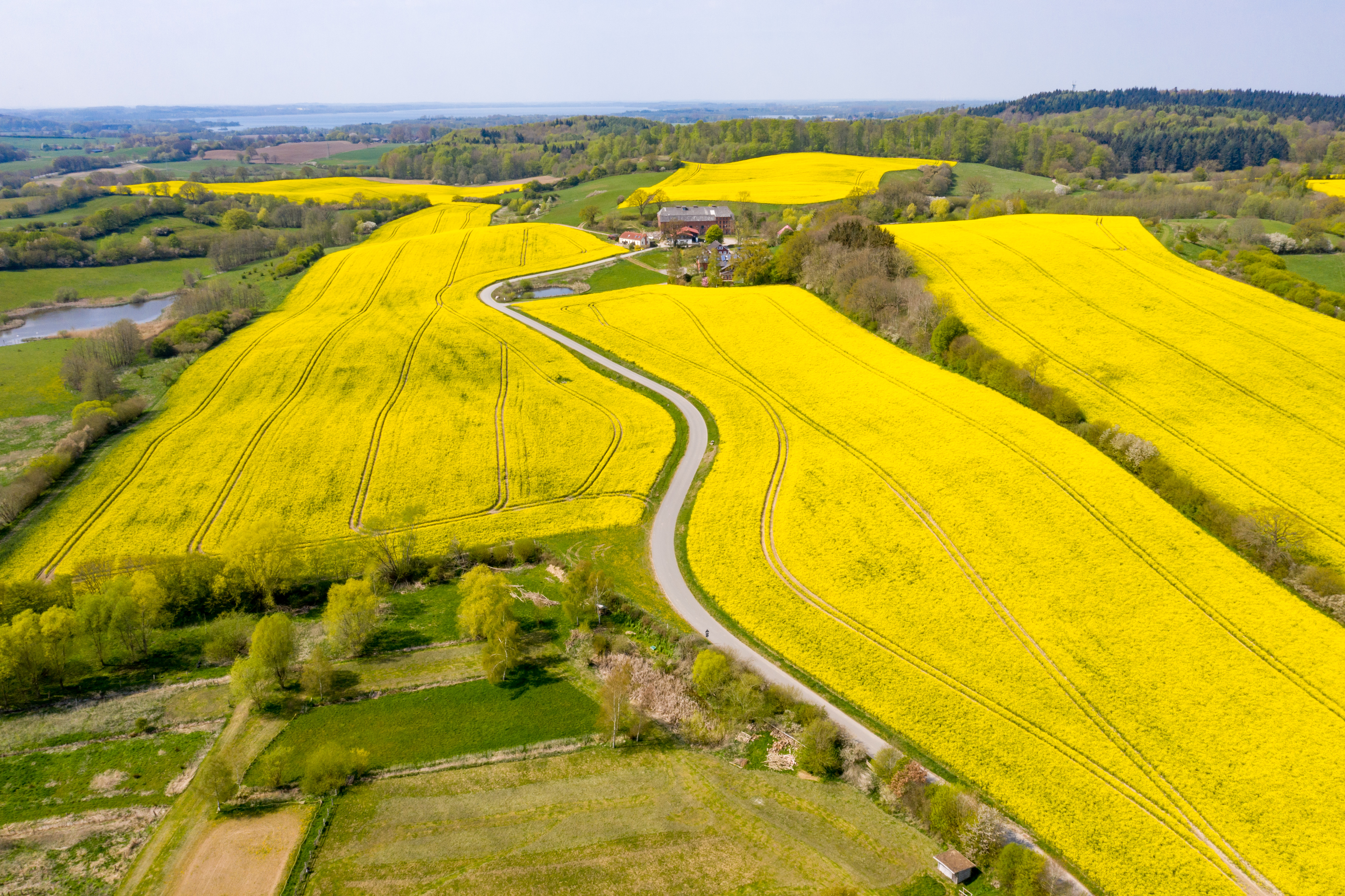
Blick von Lütjenburg auf das Landschaftsschutzgebiet Endmoränengebiet Mit Hessenstein Zwischen Lütjenburg Und Hohenfelde Und Umgebung.

Das Landschaftsschutzgebiet Endmoränengebiet mit Hessenstein zwischen Lütjenburg und Hohenfelde und Umgebung ist ein 37,36 Quadratkilometer großes Landschaftsschutzgebiet im Kreis Plön des Bundeslands Schleswig-Holstein südöstlich von Kiel. Das Areal liegt in Teilbereichen der Gemeinden Hohenfelde, Tröndel, Panker, Behrensdorf, Giekau und Klamp sowie der Stadt Lütjenburg. Das Landschaftsschutzgebiet ist für zahlreiche Tier- und Pflanzenarten sowie -gemeinschaften Lebensraum von örtlicher und regionaler Bedeutung, insbesondere für den internationalen Vogelzug. Das Endmoränengebiet wurde am 21. Juli 2017 als Landschaftsschutzgebiet ausgewiesen.

## Beschreibung des Gebietes
Das Landschaftsschutzgebiet ist durch weit sichtbare Stauchendmoränen mit dem Aussichtsturm Hessenstein auf dem Pilsberg, mit großenteils bewaldeten Höhenrücken und tief eingeschnittenen Tälern sowie durch flach auslaufenden Übergangsbereiche in die umgebenden Grundmoränen geprägt. Im Landschaftsschutzgebiet gibt es mehrere kleinere Seen wie den Brammer See, Gasser See und den Grundlosen See sowie mehrere als naturnah oder natürlich geltende kleine Fließgewässer. Zudem ist die Landschaft durch feuchte Senken mit Feuchtgrünland, Weidengebüsche und Wäldern, Alleen, Redder, Knicks und Überhälter, großflächigen Gutsbereiche und kleinteiligen bäuerlichen Feldfluren, geprägt. Die Flächen der halboffenen Weidelandschaft Stauchmoräne am Hessenstein werden extensiv genutzt. Hügelgräber findet insbesondere bei Giekau und Panker.